# Colossus (computer)

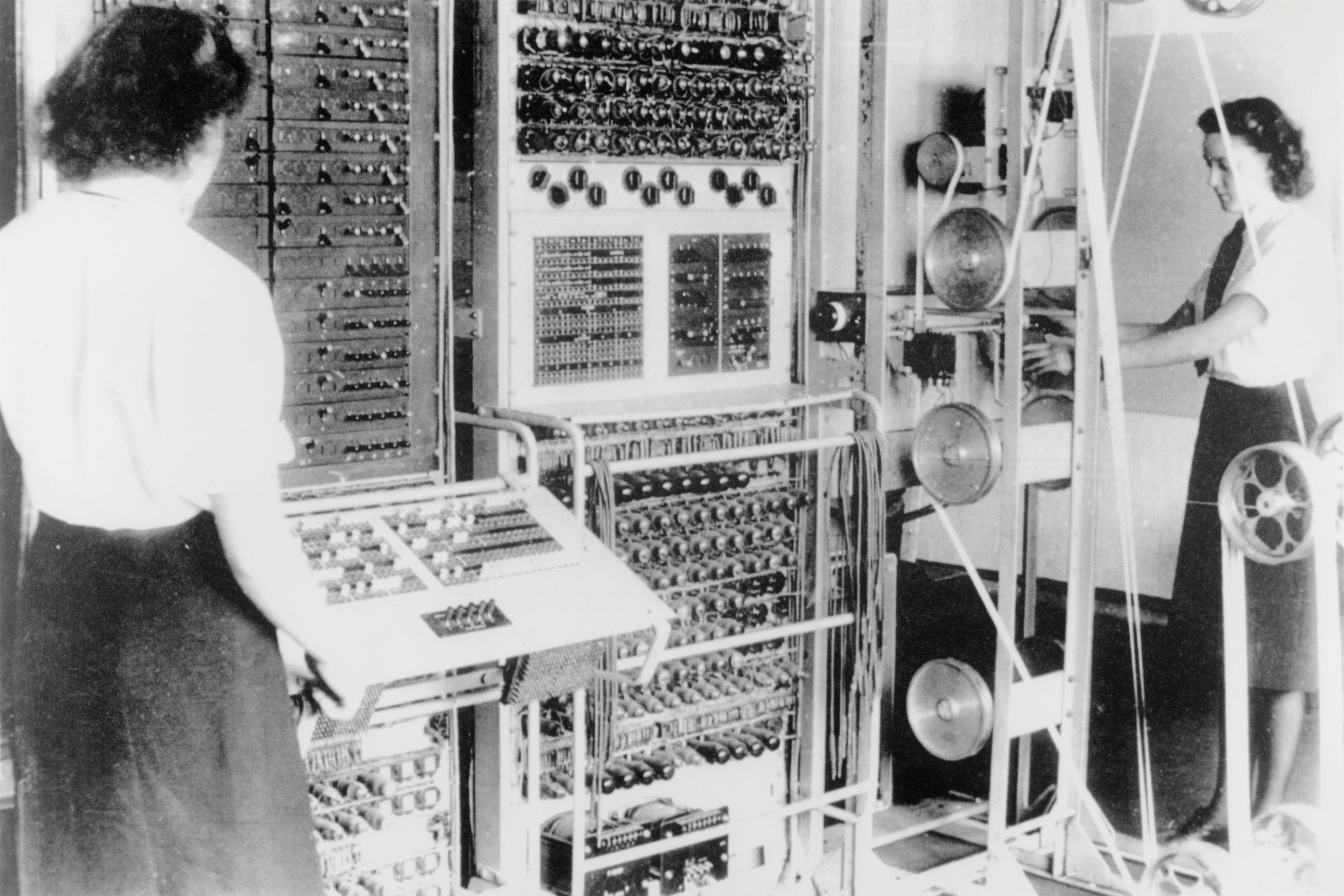
Een Colossus in Bletchley Park

De Colossus wordt wel gezien als de eerste elektronische computer. Hij werd eind 1943 in productie genomen. Daarmee was deze zeer geheime computer twee jaar eerder in bedrijf dan de publiekelijk bekende ENIAC. De Colossus was echter niet Turingvolledig waar de ENIAC dat wel was. De Colossus-machines werden tijdens de Tweede Wereldoorlog door de Britten gebruikt om het Duitse berichtenverkeer te ontcijferen.

## Beschrijving
De Colossus was opgebouwd uit twee grote rekken met ongeveer 1500 elektronenbuizen voor de tellers, schuifregisters en logische bewerkingen. Hij had een systeem om ponsbanden te lezen met de Baudotcode, zoals ook de telexmachines in die tijd gebruikten maar dan met fotosensors in plaats van mechanische aftasting. Het leessysteem haalde een snelheid van 5000 karakters per seconde. De Colossus kon geprogrammeerd worden via een paneel met schakelaars, stekkers en kabels. Om geen gebruik te moeten maken van ponsbanden tijdens de cyclus van berekeningen gebruikte men een enorm aantal elektronenbuizen om de gegevens tijdens de verwerking op te slaan, wat meteen een aanzienlijke snelheidswinst betekende. Bovendien maakte het parallelle ontwerp van de Colossus hem ongelofelijk snel.

## Geschiedenis van de Colossus

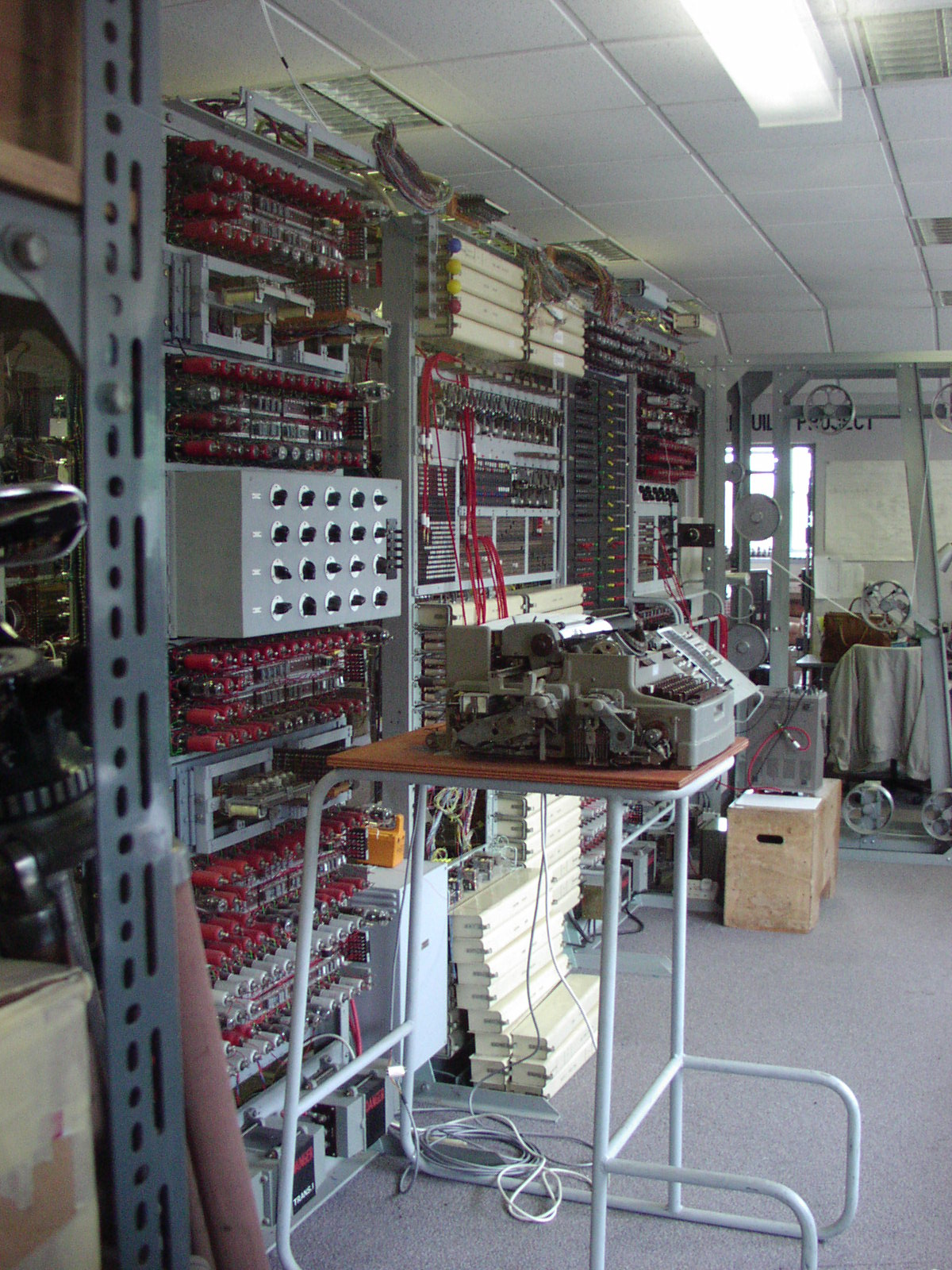
De nagebouwde Colossus

Tijdens de Tweede Wereldoorlog was in Bletchley Park, nabij Londen in Engeland, de Government Code and Cipher School (GC&CS) gevestigd, die als taak had om het geheime Duitse berichtenverkeer te onderscheppen en te ontcijferen. Deze dienst hield zich onder meer bezig met het breken van berichten, vercijferd met de Enigma-machine, en het geheime telexverkeer, vercijferd met de Lorenz-machine. Al gauw bleek dat het verwerken van de immense stroom informatie en het omslachtige ontcijferen van de codes geautomatiseerd moesten worden. Begin 1943 werd in het grootste geheim een project gestart onder leiding van de wiskundige Max Newman om een machine te bouwen die geschikt was om de berichten, gecodeerd met de Lorenz-machine, te ontcijferen.
Newman kwam in contact met Tommy Flowers, een briljant ingenieur elektronica die bij de post werkte, en samen begonnen zij aan het ontwerp en de bouw van de machine in Dollis Hill, Engeland. Eind 1943 was de eerste machine, de Colossus Mark I, klaar en werden alle onderdelen verhuisd naar Bletchley Park om hun werk als codebreker te beginnen. Tijdens de kerstdagen werd de machine door Don Horwood en Harry Fensom opgebouwd; hij was bedrijfsklaar in januari 1944. In juni 1944 volgde de Colossus Mark II, de verbeterde versie, die beschikte over 2500 elektronenbuizen. De bestaande Mark I werd aangepast, en tegen het einde van de oorlog waren er 10 van deze Colossus Mark II-computers operationeel. Zij werden met succes ingezet voor het breken van grote aantallen Duitse berichten. De informatie, verkregen door ontcijferen van berichten, kreeg de codenaam "Ultra" en speelde een belangrijke rol in het verloop van de Tweede Wereldoorlog.
Omwille van de strikte geheimhouding werd Bletchley Park na de Tweede Wereldoorlog ontruimd en werden acht Colossus-computers vernietigd. De laatste twee Colossus-computers gingen naar het Government Communications Headquarters (GCHQ) in Cheltenham waar zij uiteindelijk in 1960 ook ontmanteld werden. De activiteiten van de codebrekers moesten zeer geheim blijven en daardoor is er niets bekend geraakt over de Colossus tot in de late jaren zeventig. Jarenlang werd ten onrechte gesteld dat de Amerikaanse ENIAC de eerste elektronische computer was, tot het ware verhaal van de Colossus bekend raakte. Ironisch genoeg leverde het Amerikaanse NSA zelf de bewijzen dat de Britten hen voor waren, door het vrijgeven van oude archieven onder de Freedom Of Information Act.
Momenteel is de Colossus te bezichtigen in het museum van Bletchley Park waar hij, volledig werkend, herbouwd werd door Tony Sale, een computerdeskundige die reeds vele historische toestellen restaureerde.